# Camptoprosopella verticalis
Camptoprosopella verticalis är en tvåvingeart som först beskrevs av Friedrich Hermann Loew 1861.  Camptoprosopella verticalis ingår i släktet Camptoprosopella och familjen lövflugor. Inga underarter finns listade i Catalogue of Life.